# WrestleMania 21
WrestleMania 21 è stata la ventunesima edizione dell'annuale evento in pay-per-view di wrestling WrestleMania, prodotto dalla World Wrestling Entertainment. L'evento si è svolto il 3 aprile 2005 allo Staples Center di Los Angeles. La tagline dell'evento fu WrestleMania goes Hollywood ("WrestleMania va ad Hollywood"), mentre le colonne sonore sono state Bigtime dei Soundtrack of Our Lives e Behind Those Eyes dei 3 Doors Down.
Il match principale dell'evento, per quanto riguarda il roster di Raw, fu quello per il World Heavyweight Championship tra il campione Triple H e lo sfidante Batista, vinto da Batista per schienamento dopo l'esecuzione della Batista Bomb. Il match principale per quanto riguarda il roster di SmackDown!, fu quello per il WWE Championship tra il campione John "Bradshaw" Layfield e lo sfidante John Cena, vinto da Cena dopo aver eseguito un FU. Un altro incontro predominante della card fu il match interpromozionale tra The Undertaker e Randy Orton, vinto da The Undertaker con l'esecuzione del Tombstone Piledriver. Gli altri match importanti dell'undercard furono Kurt Angle contro Shawn Michaels e il primo Money in the Bank Ladder match. L'evento ha visto anche il ritorno di Steve Austin, che iniziò a fare apparenze part-time.
WrestleMania 21 è stata la prima WrestleMania a svolgersi nello Staples Center, ma fu la quinta ad essersi svolta nell'area metropolitana della California del Sud (dopo WrestleMania 2, WrestleMania VII, WrestleMania XII e WrestleMania 2000). I biglietti per l'evento fecero il tutto esaurito in meno di un minuto, rendendolo la vendita del biglietto più veloce nella storia della compagnìa e dello Staples Center. L'evento registrò un record di 20.193 spettatori provenienti da 14 paesi e 48 stati, incassando più di 2,1 milioni di dollari nella vendita dei biglietti, che lo rese l'incasso più alto di un evento WWE nello Staples Center. L'evento venne visto da milioni di fan in più di 90 paesi.

## Storyline

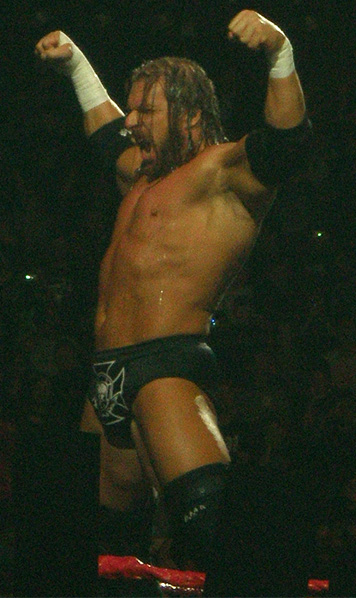
Triple H dovette difendere il World Heavyweight Championship contro Batista nel main event di WrestleMania 21

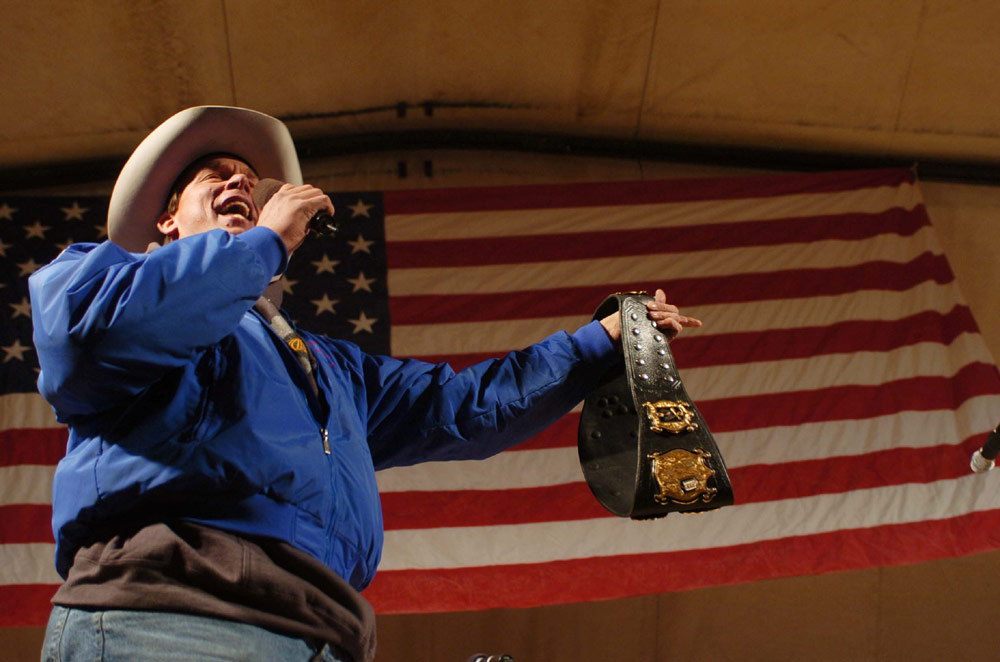
JBL dovette difendere il WWE Championship contro John Cena a WrestleMania 21

La rivalità principale del roster di Raw fu quella per il World Heavyweight Championship tra il campione Triple H e lo sfidante Batista. A New Year's Revolution, Triple H vinse l'Elimination Chamber match conquistando il World Heavyweight Championship dopo aver eliminato per ultimo Randy Orton in seguito a un'interferenza esterna da parte dei membri dell'Evolution, Batista e Ric Flair. Tre settimane più tardi alla Royal Rumble, Triple H difese con successo il titolo contro Orton mentre Batista vinse il Royal Rumble match, ottenendo il diritto di lottare nel main event di WrestleMania 21 contro il campione di sua scelta. Nella puntata di Raw dell'8 febbraio, Triple H sconfisse Edge mantenendo il World Heavyweight Championship a causa dell'interferenza di Batista. Dopo il match, Batista alzò il braccio di Triple H che deteneva il World Heavyweight Championship, Batista diede un'occhiata al titolo, per poi confrontarsi con Triple H come se stesse pensando di sfidare quest'ultimo per il titolo. Nel tentativo di convincere Batista a sfidare il campione WWE John "Bradshaw" Layfield a WrestleMania 21, Triple H architettò un piano per investire Batista con una limousine usata da Layfield. Inizialmente, Batista non volle l'aiuto dall'Evolution, volendosi confrontare da solo con JBL. Triple H insistette che l'Evolution avrebbe accompagnato Batista ovunque, salvandolo dall'investimento con la limousine. Batista scoprì il complotto nei suoi confronti dai suoi compagni dell'Evolution e durante la firma del contratto, Batista scelse inizialmente di firmare il contratto di SmackDown! facendo a Triple H e Ric Flair il gesto del pollice all'insu, per poi fare il gesto del pollice verso per poi attaccarli e in seguito eseguì una Batista Bomb ai danni di Triple H sul tavolo nel quale avvenne la firma del contratto, diventando un beniamino del pubblico.
La rivalità principale del roster di SmackDown! fu quella per il WWE Championship tra il campione John "Bradshaw" Layfield e lo sfidante John Cena. A No Way Out, John Cena sconfisse Kurt Angle ottenendo un'opportunità per il WWE Championship a WrestleMania. Nello stesso evento, JBL difese il titolo contro Big Show in uno Barbed Wire Steel Cage match. Come da risultato della vittoria di Cena, quest'ultimo iniziò una rivalità con John "Bradshaw" Layfield e il suo Cabinet. Nella puntata di SmackDown! del 24 febbraio, Cena e Big Show sconfissero JBL e Orlando Jordan. La settimana successiva, JBL eseguì un promo nei confronti di Cena insultandolo, mentre Cena stava difendendo lo United States Championship contro Jordan. Jordan vinse il match dopo che i Basham Brother avevano distratto l'arbitro, e JBL aveva colpito Cena con il titolo. Il Cabinet fece esplodere il titolo personalizzato di Cena, sostituendolo con quello originale. Più tardi quella stessa sera, Cena portò con sé nel ring un tubo d'acciaio e ordinò a JBL di combattere contro di lui. Il general manager Theodore Long, si presentò sul ring e informò Cena che avrebbe dovuto aspettare fino a WrestleMania per mettere le mani addosso a JBL. Cena diede un ultimatum a Long per la soluzione del problema. Cena disse "Dato che non porterai JBL qui fuori, sei parte del problema", colpendo poco dopo Long con la FU per poi essere scortato fuori dall'arena. Quella sera durante il match di JBL, Cena tornò attaccando il Cabinet. La settimana successiva, Long annunciò che se Cena avesse messo le addosso su JBL, all'infuori dei match, avrebbe perso il suo match di WrestleMania. Nel six-man tag team match di quella sera, John Cena e i campioni di coppia WWE, Eddie Guerrero e Rey Mysterio, sconfissero JBL e i Basham Brothers. Nella puntata di SmackDown! del 24 marzo, Long precisò che se JBL avesse profovcato fisicamente Cena, quest'ultimo avrebbe potuto reagire. Cena provocò JBL, vandalizzando la sua limousine e spruzzando la scritta "FU" sulla camicia di JBL. Nell'ultima puntata di SmackDown! prima di WrestleMania, JBL interruppe il match di Cena contro Carlito facendolo arrestare per vandalismo per poi colpirlo con un colpo basso.
La rivalità predominante dell'evento fu quella tra Kurt Angle (appartenente al roster di SmackDown!) e Shawn Michaels (appartenente al roster di Raw). Alla Royal Rumble, Kurt Angle attaccò Shawn Michaels dopo che quest'ultimo l'aveva eliminato dal Royal Rumble match. Il mese successivo a No Way Out, Angle perse contro John Cena in un match che avrebbe decretato il primo sfidante al WWE Championship a WrestleMania. La sera seguente a Raw, Michaels disse al general manager di SmackDown! Theodore Long di informare Angle che lo avrebbe sfidato a un match per WrestleMania. Nella puntata di Raw del 28 febbraio, dopo aver sconfitto Edge in uno Street Fight match, Michaels venne attaccato da Angle che accettò la sua sfida. Nella puntata di SmackDown! del 3 marzo, Michaels tenne un'imboscata ad Angle che ne scaturì una rissa fino all'arrivo della sicurezza. Angle disse di essere meglio di Michaels, e che l'avrebbe provato raggiungendo tutti i riconoscimenti conseguiti da Michaels, ma più veloce. Angle vinse un ladder match imitando Michaels nel suo match di WrestleMania X. Successivamente, Angle sconfisse Marty Jannetty per sottomissione. Nella puntata di SmackDown! del 24 marzo, Angle e Sensational Sherri fecero una parodia della musica d'ingresso di Michaels "Sexy Boy" chiamata "Sexy Kurt". Tuttavia, Michaels interruppe l'esibizione e mostrò un video che riassumeva tutti i suoi riconoscimenti. Dopo aver guardato il filmato, Sherri si emozionò e Angle la sottomise nell'Ankle Lock. Angle interferì nel match di Michaels contro Muhammad Hassan nell'ultima puntata di Raw prima di WrestleMania, concludendo il match con la vittoria di Michaels per squalifica.
L'altra rivalità predominante dell'evento fu quella tra Randy Orton (appartenente al roster di Raw) e The Undertaker (appartenente al roster di SmackDown!). Nella puntata di Raw del 7 marzo, Orton sfidò The Undertaker a un match per WrestleMania annunciato come "Legend vs. Legend Killer". Orton fu ispiritato da "Superstar" Billy Graham, incoraggiandolo "dove nessun altro wrestler era stato prima". Nella puntata di SmackDown! del 10 marzo, The Undertaker accettò la sfida di Orton. Nella puntata di Raw del 14 marzo durante l'Highlight Reel di Chris Jericho, Jake "The Snake" Roberts cercò di avvertire Orton riguardo al suo match contro The Undertaker a WrestleMania, il quale venne colpito da una RKO di Orton. Nella puntata di SmackDown! del 17 marzo, ebbe luogo la firma del contratto con la presenza dei general manager di Raw e SmackDown!, Eric Bischoff e Theodore Long. Dopo la firma del contratto di The Undertaker, Orton fece un promo nei suoi confronti dicendo di rispettarlo e che la sua leggenda diventerà un mito quando la sua striscia d'imbattibilità, 12-0, sarebbe diventata presto 12-1. Successivamente, Orton diede uno schiaffo a The Undertaker. Orton abbandonò il ring dopo che The Undertaker aveva iniziato a riempire l'arena con del fumo, senza firmare il contratto. La settimana successiva a Raw, Orton affermò come la sua confidenza abbia avuto un'impennata, nonostante quello che era successo la settimana precedente a SmackDown!. Poco dopo, Orton divenne un heel eseguendo una RKO ai danni di Stacy Keibler, sua fidanzata all'epoca. Nell'ultima puntata di SmackDown! prima di WrestleMania, il padre di Orton, "Cowboyw" Bob Orton pregò The Undertaker di aver pietà nei confronti del figlio. Ciò si rivelò essere un piano, in quanto Orton colpì Undertaker con l'RKO per mostrare un esempio di quello che sarebbe successo a WrestleMania.
Un altro match presente nella card di WrestleMania fu il Money in the Bank Ladder match tra Chris Jericho, Christian, Chris Benoit, Edge, Shelton Benjamin e Kane. L'idea del Money in the Bank ladder match fu introdotta da Jericho, che propose un ladder match a sei uomini, per l'evento nel quale il vincitore avrebbe vinto un contratto per una futura opportunità titolata, la quale sarebbe potuta avvenire in qualsiasi luogo e in qualsiasi momento. Poco dopo, il general manager di Raw, Eric Bischoff, annunciò il match per WrestleMania. Secondo quanto detto da Jericho, la prima idea fu un submission match tra Edge, Jericho e Benoit e un ladder match tra gli altri tre wrestler.

### Torneo per determinare lo sfidante al WWE Championship
|  | Quarti di finale SmackDown! (3 febbraio 2005–10 febbraio 2005) | Quarti di finale SmackDown! (3 febbraio 2005–10 febbraio 2005) | Quarti di finale SmackDown! (3 febbraio 2005–10 febbraio 2005) |            |           | Semifinali SmackDown! (17 febbraio 2005) | Semifinali SmackDown! (17 febbraio 2005) | Semifinali SmackDown! (17 febbraio 2005) |  |  | Finale No Way Out (20 febbraio 2005) | Finale No Way Out (20 febbraio 2005) | Finale No Way Out (20 febbraio 2005) |  |
|  |                                                                |                                                                |                                                                |            |           |                                          |                                          |                                          |  |  |                                      |                                      |                                      |  |
|  | John Cena                                                      | John Cena                                                      | Schienamento                                                   |            |           |                                          |                                          |                                          |  |  |                                      |                                      |                                      |  |
|  | John Cena                                                      | John Cena                                                      | Schienamento                                                   |            |           |                                          |                                          |                                          |  |  |                                      |                                      |                                      |  |
|  | Orlando Jordan                                                 | Orlando Jordan                                                 | 05:00                                                          |            |           |                                          |                                          |                                          |  |  |                                      |                                      |                                      |  |
|  | Orlando Jordan                                                 | Orlando Jordan                                                 | 05:00                                                          |            | John Cena | John Cena                                | Schienamento                             |                                          |  |  |                                      |                                      |                                      |  |
|  |                                                                |                                                                |                                                                |            | John Cena | John Cena                                | Schienamento                             |                                          |  |  |                                      |                                      |                                      |  |
|  |                                                                |                                                                | Booker T                                                       | Booker T   | 16:45     |                                          |                                          |                                          |  |  |                                      |                                      |                                      |  |
|  | Eddie Guerrero                                                 | Eddie Guerrero                                                 | Booker T                                                       | Booker T   | 16:45     | 19:50                                    |                                          |                                          |  |  |                                      |                                      |                                      |  |
|  | Eddie Guerrero                                                 | Eddie Guerrero                                                 |                                                                |            |           |                                          |                                          |                                          |  |  |                                      |                                      |                                      |  |
|  | Booker T                                                       | Booker T                                                       | Schienamento                                                   |            |           |                                          |                                          |                                          |  |  |                                      |                                      |                                      |  |
|  | Booker T                                                       | Booker T                                                       | Schienamento                                                   |            | John Cena | John Cena                                | Schienamento                             |                                          |  |  |                                      |                                      |                                      |  |
|  |                                                                |                                                                |                                                                |            |           |                                          |                                          |                                          |  |  |                                      |                                      |                                      |  |
|  |                                                                |                                                                | Kurt Angle                                                     | Kurt Angle | 19:20     |                                          |                                          |                                          |  |  |                                      |                                      |                                      |  |
|  | The Undertaker                                                 | The Undertaker                                                 | Kurt Angle                                                     | Kurt Angle | 19:20     | Count-out                                |                                          |                                          |  |  |                                      |                                      |                                      |  |
|  | The Undertaker                                                 | The Undertaker                                                 |                                                                |            |           |                                          |                                          |                                          |  |  |                                      |                                      |                                      |  |
|  | René Duprée                                                    | René Duprée                                                    | Count-out                                                      |            |           |                                          |                                          |                                          |  |  |                                      |                                      |                                      |  |
|  | René Duprée                                                    | René Duprée                                                    | Count-out                                                      |            | BYE       | BYE                                      | —                                        |                                          |  |  |                                      |                                      |                                      |  |
|  |                                                                |                                                                |                                                                |            | BYE       | BYE                                      | —                                        |                                          |  |  |                                      |                                      |                                      |  |
|  |                                                                |                                                                | Kurt Angle                                                     | Kurt Angle | —         |                                          |                                          |                                          |  |  |                                      |                                      |                                      |  |
|  | Rey Mysterio                                                   | Rey Mysterio                                                   | Kurt Angle                                                     | Kurt Angle | —         | 17:15                                    |                                          |                                          |  |  |                                      |                                      |                                      |  |
|  | Rey Mysterio                                                   | Rey Mysterio                                                   |                                                                |            |           |                                          |                                          |                                          |  |  |                                      |                                      |                                      |  |
|  | Kurt Angle                                                     | Kurt Angle                                                     | Sottomissione                                                  |            |           |                                          |                                          |                                          |  |  |                                      |                                      |                                      |  |

## Evento

### Match preliminari
Prima della messa in onda dell'evento, ebbe luogo una battle royal interpromozionale a 30 uomini, che incluse: Booker T, Paul London, Heidenreich, Spike Dudley, Nunzio, Funaki, Doug Basham, Orlando Jordan, Mark Jindrak, Luther Reigns, Scotty 2 Hotty, Hardcore Holly, Charlie Haas, Billy Kidman e James Yun (appartenenti al roster di SmackDown!) Simon Dean, William Regal, Tajiri, Rob Conway, Sylvain Grenier, Snitsky, The Hurricane, Rosey, Chris Masters, Viscera, Rhyno, Val Venis, Tyson Tomko e Maven (appartenenti al roster di Raw). Booker T vinse il match eliminando per ultimo Chris Masters.
L'evento fu introdotto dall'esibizione di Lilian Garcia, che si esibì cantando "America the Beautiful".
Il primo match ad andare in onda fu quello tra i WWE Tag Team Champions, Eddie Guerrero e Rey Mysterio. All'inizio del match, Mysterio saltò sopra la terza corda colpendo Guerrero. Mysterio tentò poi un altro attacco aereo, ma Guerrero lo contrattaccò con una powerbomb. Guerrero eseguì i Three Amigos ai danni di Mysterio per poi tentare una Frog splash, senza successo. In seguito a una hurricanrana su Guerrero, Mysterio lo schienò vincendo il match. Dopo il match, i due di strinsero la mano.

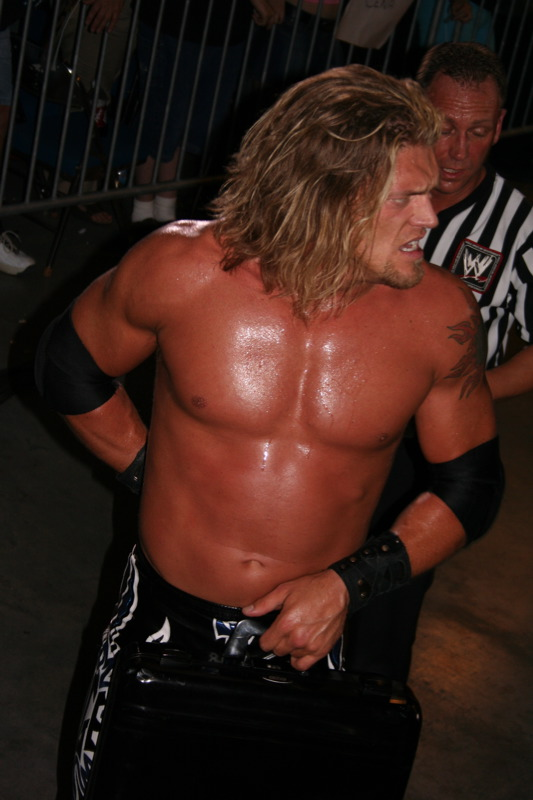
Edge, vincitore del primo Money in the Bank Ladder match della storia

Il match successivo fu il primo Money in the Bank Ladder match tra Chris Jericho, Chris Benoit, Shelton Benjamin, Edge, Kane e Christian, accompagnato da Tyson Tomko. L'incontro contenne molti momenti memorabili, inclusi diversi punti del match in cui Jericho, Christian, Benjamin e Kane saltarono tutti dalla terza corda del ring verso l'esterno per colpire i rispettivi avversari. Un altro momento incluso fu quello nel quale Benjamin eseguì T-Bone Suplex dalla cima della scala ai danni di Edge e più tardi, usando una scala inclinata, corse colpendo Jericho con una clothesline. Benoit eseguì un diving headbutt su Kane dalla cima della scala. Verso le fasi finali dell'incontro, Benoit scalò la scala nel tentativo di staccare la valigetta, ma venne fermato da Kane. Benoit colpì ripetutamente Kane con delle testate facendolo cadere e tentò ancora una volta di recuperare la valigetta, ma fu colpito Edge con una sedia d'acciaio. Edge salì sulla scala e staccò con successo la valigetta per vincere il match.
Il terzo match fu quello tra The Undertaker e Randy Orton. Durante il match, "Cowboy" Bob Orton, padre di Randy Orton interferì attaccando The Undertaker con il suo braccio ingessato, aiutando Orton a prendere il controllo della contesa. Undertaker tentò di eseguire una Chokeslam nei confronti di Orton, che la contrattaccò con una RKO, che le valse un conto di due. Orton tentò poi di effettuare il Tombstone Piledriver su Undertaker, il quale venne ribaltato a sua volta nella medesima mossa da Undertaker che lo schienò ottenendo la vittoria e continuare la sua striscia d'imbattiblità sul 13-0.
Il match che seguì fu quello valevole per il Women's Championship tra la campionessa Trish Stratus e la sfidante Christy Hemme, con Lita a bordo ring. La Status dominò gran parte della contesa, anche se la Hemme provò ad effettuare diversi schienamenti senza successo. Christy eseguì una Twist of Fate sulla Stratus, ottenendo un conto di due. Dopo che entrambe tentarono un roll-up, la Stratus colpì la Hemme con il Chick Kick per vincere il match e mantenere il titolo.

### Match principali

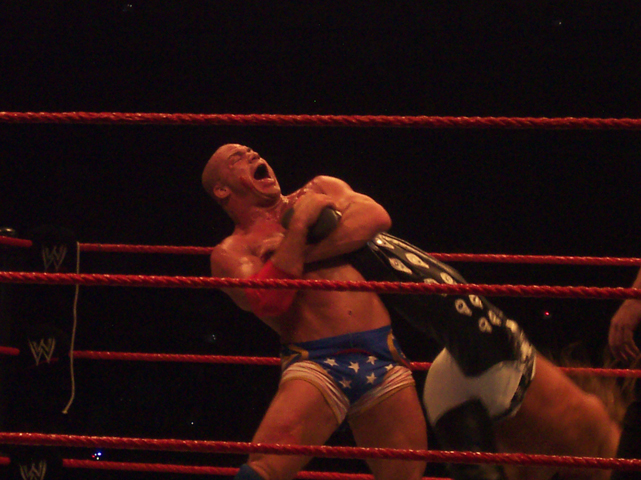
Kurt Angle applica la Ankle Lock su Shawn Michaels

Il quinto match fu tra Kurt Angle e Shawn Michaels. La fase iniziale della contesa vide continui attacchi e contrattacchi da parte di entrambi. A metà match, Michaels colpì Angle con un colpo basso dopo aver contrattaccato un suplex di Angle. In seguito, Michaels colpì Angle con un salto dal ring sul tavolo dei commentatori. Angle prese poi il controllo del match, il quale cstrinse Michaels a cedere all'Ankle Lock vincendo il match. Dopo il match, Michaels ricevette la una standing ovation dal pubblico.
Il match successivo fu il Sumo match tra Akebono e Big Show. L'incontro durò poco più di un minuto e si concluse con la vittoria di Akebono dopo aver gettato Big Show fuori dal ring.
Il settimo match fu quello valevole per il WWE Championship tra il campione John "Bradshaw" Layfield e lo sfidante John Cena. JBL controllò gran parte dell'incontro. Dopo aver schivato un tentativo di Clothesline from Hell, Cena eseguì la F-U su Layfield per vincere il titolo.
Il main event fu il match valevole per il World Heavyweight Championship tra il campione Triple H e lo sfidante Batista. Triple H fece la sua entrata con la sua musica d'ingresso "The Game" cantata dal vivo dai Motörhead. L'azione del match fu piena di attacchi e contrattacchi, dove nessuno dei due fu in controllo del match per lunghi periodi. Verso la fase finale della contesa, Batista eseguì la Batista Bomb ai danni di Triple H per vincere il match e titolo.

## Conseguenze
La rivalità tra Batista e Triple H continuò a Backlash, dove si affrontarono in un match per il World Heavyweight Championship, vinto da Batista. I due conclusero la loro rivalità a Vengeance in un Hell in a Cell match, che Batista vinse. Poco tempo dopo, Batista venne trasferito nel roster di SmackDown! a causa della draft lottery portando con sé il titolo concludendo la rivalità, mentre Triple H si prese un periodo di pausa.
John Cena e John "Bradshaw" Layfield continuarono la loro rivalità per il WWE Championship che si concluse a Judgment Day in un "I Quit" match, vinto da Cena. Poco dopo, Cena venne trasferito a Raw per merito della draft lottery portando con sé il titolo.
Edge detenne il Money in the Bank fino a New Year's Revolution, quando lo incassò contro John Cena conquistando il WWE Championship.
Shawn Michaels e Kurt Angle continuarono la loro rivalità che ebbe fine a Vengeance con la vittoria di Michaels.

### Critica
WrestleMania 21 ricevette universalmente recensioni positive dai critici e fan. Tuttavia, molti critici sottolinearono che i due main event furono deludenti. John Powell del Canadian Online Explorer diede all'evento un voto di 7 stelle su 10, voto più alto rispetto all'edizione dell'anno precedente. Il main event tra Batista e Triple H per il World Heavyweight Championship ricevette 6 stelle su 10, il match tra John "Bradshaw" Layfield e John Cena 5 stelle su 10, il match tra Kurt Angle e Shawn Michaels ricevette il voto più alto con 9 stelle su 10, il match tra The Undertaker e Randy Orton e il Money in the Bank ladder match ottennero entrambi 8 stelle su 10. Robert Leighty Jr di 411 Mania diede all'evento un voto di 7 stelle su 10 e disse "Se i match per i titoli fossero stati più sviluppati, sarebbe stata una delle WrestleMania più grandi di sempre, che invece ha lasciato un finale stonato allo show. Questo rimane uno storico show che vede l'ascesa di Batista e John Cena come main eventer. Ha avuto anche due grandi match, Shawn Michaels contro Kurt Angle e il Money in the Bank. Sicuramente una buona WrestleMania, che avrebbe potuto avere molto di più.
Nel decimo anniversario dello Staples Center del 2009, WrestleMania 21 venne classificata settima nella lista dei più grandi momenti nella storia del palazzetto.

## Risultati
| #    | Incontri                                                                          | Stipulazioni                                       | Durata |
| ---- | --------------------------------------------------------------------------------- | -------------------------------------------------- | ------ |
| Dark | Booker T ha vinto eliminando per ultimo Chris Masters                             | Battle royal                                       | 16:36  |
| 1    | Rey Mysterio ha sconfitto Eddie Guerrero                                          | Single match                                       | 12:39  |
| 2    | Edge ha sconfitto Chris Benoit, Chris Jericho, Christian, Kane e Shelton Benjamin | Money in the bank ladder match                     | 15:17  |
| 3    | The Undertaker ha sconfitto Randy Orton                                           | Single match                                       | 14:14  |
| 4    | Trish Stratus (c) ha sconfitto Christy Hemme (con Lita)                           | Single match per il WWE Women's Championship       | 04:11  |
| 5    | Kurt Angle ha sconfitto Shawn Michaels per sottomissione                          | Single match                                       | 27:32  |
| 6    | Akebono ha sconfitto Big Show                                                     | Sumo match                                         | 01:02  |
| 7    | John Cena ha sconfitto John "Bradshaw" Layfield (c)                               | Single match per il WWE Championship               | 11:26  |
| 8    | Batista ha sconfitto Triple H (c) (con Ric Flair)                                 | Single match per il World Heavyweight Championship | 21:34  |

### Battle royal
– Wrestler di Raw
     – Wrestler di SmackDown!
| #         | Wrestler        | Brand      | Eliminato da                          |
| --------- | --------------- | ---------- | ------------------------------------- |
| 1°        | The Hurricane   | Raw        | Luther Reigns                         |
| 2°        | Luther Reigns   | SmackDown! | Chris Masters, Tajiri e William Regal |
| 3°        | Scotty 2 Hotty  | SmackDown! | Chris Masters                         |
| 4°        | Funaki          | SmackDown! | Chris Masters                         |
| 5°        | Spike Dudley    | SmackDown! | Chris Masters                         |
| 6°        | Billy Kidman    | SmackDown! | Chris Masters                         |
| 7°        | Charlie Haas    | SmackDown! | Maven e Snitsky                       |
| 8°        | Maven           | Raw        | Booker T                              |
| 9°        | Val Venis       | Raw        | Heidenreich                           |
| 10°       | Simon Dean      | Raw        | Heidenreich                           |
| 11°       | Sylvain Grenier | Raw        | Heidenreich                           |
| 12°       | Rosey           | Raw        | Rhyno                                 |
| 13°       | Rhyno           | Raw        | Hardcore Holly                        |
| 14°       | Robért Conway   | Raw        | Booker T                              |
| 15°       | Doug Basham     | SmackDown! | Viscera                               |
| 16°       | Danny Basham    | SmackDown! | Tyson Tomko                           |
| 17°       | Tyson Tomko     | Raw        | Orlando Jordan                        |
| 18°       | Akio            | SmackDown! | Viscera                               |
| 19°       | Hardcore Holly  | SmackDown! | Chris Masters                         |
| 20°       | William Regal   | Raw        | Heidenreich                           |
| 21°       | Orlando Jordan  | SmackDown! | Snitsky                               |
| 22°       | Paul London     | SmackDown! | Heidenreich                           |
| 23°       | Tajiri          | Raw        | Heidenreich                           |
| 24°       | Heidenreich     | SmackDown! | Snitsky                               |
| 25°       | Snitsky         | Raw        | Mark Jindrak                          |
| 26°       | Mark Jindrak    | SmackDown! | Chris Masters                         |
| 27°       | Nunzio          | SmackDown! | Chris Masters                         |
| 28°       | Viscera         | Raw        | Booker T                              |
| 29°       | Chris Masters   | Raw        | Booker T                              |
| Vincitore | Booker T        | SmackDown! | —                                     |